# Luc Mbah a Moute
Luc Richard Mbah a Moute (Yaoundé, 9 settembre 1986) è un ex cestista camerunese.

## Vita privata
Luc è il principe del suo villaggio natìo, Bia Messe, vicino a Yaoundé, in quanto figlio del capovillaggio Camille Mouté à Bidias. Questi è inoltre un ufficiale del governo di alto rango, e gestisce il Fondo Nazionale per l'Occupazione in Camerun. Suo fratello gemello Emmanuel Bidias a Moute ha giocato anche lui a pallacanestro per la Texas University nella NCAA, mentre suo cugino Landry Nnoko è anch'egli un cestista.

## Carriera

### College
Gioca per tre stagioni ad UCLA, dove tiene medie di 8,7 punti, 7,2 rimbalzi e 1,3 palle recuperate, arrivando anche a perdere in finale contro Florida un campionato NCAA.

### NBA
Viene scelto con la trentasettesima scelta assoluta nel Draft NBA 2008 dai Milwaukee Bucks, con cui gioca per cinque stagioni consecutive, per un totale di 335 partite di regular season disputate,
Nell'estate del 2013 viene scambiato con i Sacramento Kings in cambio di una seconda scelta al Draft del 2016. Dopo aver giocato solo 9 partite con la squadra californiana (con medie di 4,4 punti e 3 rimbalzi a partita), nel novembre 2013 viene ceduto ai Minnesota Timberwolves in cambio di Derrick Williams.
Il 23 agosto 2014 rientra nella trade a tre squadre per portate Kevin Love a Cleveland finendo ai Philadelphia 76ers.

## Statistiche

### NCAA
| Anno      | Squadra     | PG  | PT  | MP   | TC%  | 3P%  | TL%  | RP  | AP  | PRP | SP  | PP  |
| --------- | ----------- | --- | --- | ---- | ---- | ---- | ---- | --- | --- | --- | --- | --- |
| 2005-2006 | UCLA Bruins | 39  | 36  | 29,5 | 53,8 | 13,2 | 72,3 | 8,2 | 1,3 | 1,1 | 0,6 | 9,1 |
| 2006-2007 | UCLA Bruins | 35  | 35  | 29,9 | 49,2 | 34,5 | 57,0 | 7,3 | 1,9 | 1,7 | 0,8 | 8,2 |
| 2007-2008 | UCLA Bruins | 33  | 33  | 29,0 | 47,8 | 20,0 | 68,9 | 6,0 | 1,6 | 1,0 | 0,5 | 8,8 |
| Carriera  | Carriera    | 107 | 104 | 29,5 | 50,3 | 21,7 | 66,8 | 7,2 | 1,6 | 1,3 | 0,6 | 8,7 |

#### Massimi in carriera
- Massimo di punti: 24 vs. Brigham Young (15 novembre 2006)[4]
- Massimo di rimbalzi: 14 vs. Arizona State (18 gennaio 2007)
- Massimo di assist: 6 vs. Belmont (16 marzo 2006)
- Massimo di palle rubate: 7 Michigan (23 dicembre 2006)
- Massimo di stoppate: 4 (2 volte)
- Massimo di minuti giocati: 40 vs Stanford (6 marzo 2008)

### NBA

#### Regular Season
| Anno      | Squadra            | PG  | PT  | MP   | TC%  | 3P%  | TL%  | RP  | AP  | PRP | SP  | PP  |
| --------- | ------------------ | --- | --- | ---- | ---- | ---- | ---- | --- | --- | --- | --- | --- |
| 2008-2009 | Milwaukee Bucks    | 82  | 52  | 25,8 | 46,2 | 0,0  | 72,9 | 5,9 | 1,1 | 1,1 | 0,5 | 7,2 |
| 2009-2010 | Milwaukee Bucks    | 73  | 62  | 25,6 | 48,0 | 35,3 | 69,9 | 5,5 | 1,1 | 0,8 | 0,5 | 6,2 |
| 2010-2011 | Milwaukee Bucks    | 79  | 52  | 26,5 | 46,3 | 0,0  | 70,7 | 5,3 | 0,9 | 0,9 | 0,4 | 6,7 |
| 2011-2012 | Milwaukee Bucks    | 43  | 22  | 23,5 | 51,0 | 25,0 | 64,1 | 5,3 | 0,7 | 0,9 | 0,5 | 7,7 |
| 2012-2013 | Milwaukee Bucks    | 58  | 45  | 22,9 | 40,1 | 35,1 | 57,1 | 4,4 | 0,9 | 0,7 | 0,2 | 6,7 |
| 2013-2014 | Sacramento Kings   | 9   | 5   | 21,8 | 46,9 | 33,3 | 69,2 | 3,0 | 1,7 | 1,0 | 0,6 | 4,4 |
| 2013-2014 | Minnesota T'wolves | 55  | 2   | 14,7 | 44,7 | 21,4 | 68,5 | 2,2 | 0,4 | 0,4 | 0,2 | 3,3 |
| 2014-2015 | Philadelphia 76ers | 67  | 61  | 28,6 | 39,5 | 30,7 | 58,9 | 4,9 | 1,6 | 1,2 | 0,3 | 9,9 |
| 2015-2016 | L.A. Clippers      | 75  | 61  | 17,0 | 45,4 | 32,5 | 52,6 | 2,3 | 0,4 | 0,6 | 0,3 | 3,1 |
| 2016-2017 | L.A. Clippers      | 80  | 76  | 22,3 | 50,5 | 39,1 | 67,8 | 2,1 | 0,5 | 1,0 | 0,4 | 6,1 |
| 2017-2018 | Houston Rockets    | 61  | 15  | 25,6 | 48,1 | 36,4 | 68,4 | 3,0 | 0,9 | 1,2 | 0,4 | 7,5 |
| 2018-2019 | L.A. Clippers      | 4   | 0   | 15,3 | 44,4 | 33,3 | 40,0 | 1,8 | 0,5 | 0,3 | 0,3 | 5,0 |
| Carriera  | Carriera           | 685 | 453 | 23,3 | 45,4 | 33,5 | 66,0 | 4,1 | 0,9 | 0,9 | 0,4 | 6,4 |

#### Play-off
| Anno     | Squadra         | PG | PT | MP   | TC%  | 3P%  | TL%   | RP  | AP  | PRP | SP  | PP  |
| -------- | --------------- | -- | -- | ---- | ---- | ---- | ----- | --- | --- | --- | --- | --- |
| 2010     | Milwaukee Bucks | 7  | 7  | 25,4 | 52,0 | 0,0  | 60,0  | 5,6 | 0,7 | 0,3 | 0,0 | 9,1 |
| 2013     | Milwaukee Bucks | 4  | 4  | 34,0 | 43,5 | 0,0  | 72,2  | 3,5 | 1,8 | 1,0 | 0,0 | 8,3 |
| 2016     | L.A. Clippers   | 5  | 5  | 15,6 | 66,7 | -    | 100,0 | 2,0 | 0,2 | 0,6 | 0,0 | 1,8 |
| 2017     | L.A. Clippers   | 7  | 7  | 32,0 | 39,5 | 31,3 | 70,0  | 5,0 | 1,0 | 1,1 | 0,6 | 7,6 |
| 2018     | Houston Rockets | 9  | 0  | 16,6 | 25,0 | 20,0 | 57,1  | 2,4 | 0,3 | 0,7 | 0,4 | 2,8 |
| Carriera | Carriera        | 32 | 23 | 23,9 | 41,8 | 21,6 | 66,7  | 3,8 | 0,7 | 0,7 | 0,3 | 5,8 |

#### Massimi in carriera
- Massimo di punti: 22 vs. Golden State Warriors (16 marzo 2012)[5]
- Massimo di rimbalzi: 19 vs. Golden State Warriors (3 febbraio 2011)
- Massimo di assist: 6 vs. Cleveland Cavaliers (14 dicembre 2012)
- Massimo di palle rubate: 6 vs Washington Wizards (3 aprile 2018)
- Massimo di stoppate: 4 vs. Atlanta Hawks (23 gennaio 2017)
- Massimo di minuti giocati: 47 vs. Charlotte Hornets (27 novembre 2010)